# Fashion TV
FashionTV este un post TV internațional, fiind singurul post de televiziune despre modă, frumusețe și stil care transmite 24 de ore, 7 zile pe săptămână, în peste 140 de țări, prezentând o lume spectaculoasă, care pune accent pe ultimele tendințe din modă, hair-style, make-up și lifestyle.   
De la prima transmisie în 1997, Fashion TV s-a impus în lumea televiziunii internaționale în ceea ce privește moda și lifestyle-ul, ajungând să fie unul dintre cele mai distribuite 4 canale din toată lumea. 
În ultimii ani, Fashion TV a început mai multe parteneriate cu diverse firme. În 2021, a transmis gala de la Festivalul Internațional de Film de la Cannes, și în 2022, a colaborat cu rețeaua de socializare indiană Chingari pentru a lansa o serie de NFT-uri. 
Deși fondat de polonezul Michel Adam Lisowski, care și astăzi deține postul, filialele lui Fashion TV operează independent din punct de vedere economic. 

## Emisiuni FTV
- I see it first Arhivat în 19 octombrie 2012, la Wayback Machine. - Șansa ta de a prinde ultimele știri din lumea modei - așa cum e ea!
- Top Brands Arhivat în 13 noiembrie 2012, la Wayback Machine. - Cele mai mari nume ale lumii, case de modă și designeri.
- Focus On Models Arhivat în 22 noiembrie 2012, la Wayback Machine. - Cele mai celebre modele din lumea fashionului internațional.
- f.People Arhivat în 22 octombrie 2012, la Wayback Machine. - Raportul FashionTV despre celebrități internaționale.
- Hair & Make Up Arhivat în 25 septembrie 2012, la Wayback Machine. - Află secretele celor mai mari specialiști de Hair & Make Up.
- Backstage Arhivat în 18 august 2012, la Wayback Machine. - O incursiune în spatele scenei modelingului.
- f.Parties Arhivat în 18 august 2012, la Wayback Machine. - FashionTV îți oferă șansa de lua parte la cele mai grozave petreceri din lume.

## Fashion TV România
Din 2008, Fashion TV transmite special pentru România evenimente de înaltă clasă de pe podiumurile naționale și internaționale. Funcția de director al Fashion TV România este deținută de Ion Mirea.